# Streatley, Berkshire
Streatley là một ngôi làng và xã bên sông Thames ở Berkshire, Anh. Ngôi làng đối mặt với Goring-on-Thames. Hai nơi chia sẻ các cửa hàng, dịch vụ, giải trí, thể thao và nhiều phương tiện giao thông của họ; bên kia sông là nhà ga Goring & Streatley và cụm làng giáp đập sông và cổng khóa nước Goring (Goring Lock). Phía tây của làng là một hỗn hợp giữa ngành nông nghiệp và khu rừng với một sân golf. Ngôi làng có một khách sạn ven sông.
Streatley chủ yếu nằm ở dốc đồi với các độ cao khác nhau, dao động từ 51m tới 185m tại Streatley Warren, một điểm trên đỉnh đồi ở biên giới phía tây của nó, tạo thành phần cuối phía đông của Berkshire Downs một khu vực có vẻ đẹp nổi bật tự nhiên, vượt qua bởi con đường Ridgeway dài 87 dặm, mà dẫn qua sông Thames tại cầu Goring và Streatley.